# Buschhausen (Engelskirchen)
Buschhausen ist ein Ortsteil der Gemeinde Engelskirchen im Oberbergischen Kreis in Nordrhein-Westfalen in Deutschland.

## Lage und Beschreibung
Der Ort liegt rund fünf Kilometer östlich von Engelskirchen am rechten Ufer, nördlich der Agger.

## Geschichte

### Erstnennung
- 1336 wurde der Ort das erste Mal urkundlich erwähnt und zwar „Einkünfte des Kölner St. Gereonstiftes“

Schreibweise der Erstnennung: Bushusen